# Nage en eau libre aux championnats du monde de natation 2024
Navigation
Fukuoka 2023 Singapour 2025
Les cinq épreuves de nage en eau libre aux championnats du monde de natation 2024 ont lieu du 3 au 8 février 2024 à Doha au Qatar.

## Programme
Tous les horaires correspondent à l'UTC+03:00.
| Date      | Heure | Course                  |
| --------- | ----- | ----------------------- |
| 3 février | 10h30 | 10 km femmes            |
| 4 février | 10h30 | 10 km hommes            |
| 7 février | 10h30 | 5 km femmes             |
| 7 février | 13h00 | 5 km hommes             |
| 8 février | 10h30 | 6 km par équipes mixtes |

## Podiums
| Épreuves           | Or                                                                       | Or                 | Argent                                                                                   | Argent             | Bronze                                                                       | Bronze             |
| ------------------ | ------------------------------------------------------------------------ | ------------------ | ---------------------------------------------------------------------------------------- | ------------------ | ---------------------------------------------------------------------------- | ------------------ |
| Hommes             |                                                                          |                    |                                                                                          |                    |                                                                              |                    |
| 5 km               | Logan Fontaine                                                           | 51 min 29 s 30     | Marc-Antoine Olivier                                                                     | 51 min 29 s 60     | Domenico Acerenza                                                            | 51 min 30 s 00     |
| 10 km              | Kristóf Rasovszky                                                        | 1 h 48 min 21 s 20 | Marc-Antoine Olivier                                                                     | 1 h 48 min 23 s 60 | Hector Pardoe                                                                | 1 h 48 min 29 s 20 |
| Femmes             |                                                                          |                    |                                                                                          |                    |                                                                              |                    |
| 5 km               | Sharon van Rouwendaal                                                    | 57 min 33 s 90     | Chelsea Gubecka                                                                          | 57 min 35 s 00     | Ana Marcela Cunha                                                            | 57 min 36 s 80     |
| 10 km              | Sharon van Rouwendaal                                                    | 1 h 57 min 26 s 80 | María de Valdés                                                                          | 1 h 57 min 26 s 90 | Angélica André                                                               | 1 h 57 min 28 s 20 |
| Par équipes mixtes |                                                                          |                    |                                                                                          |                    |                                                                              |                    |
| 6 km               | Australie- Moesha Johnson - Chelsea Gubecka - Nicholas Sloman - Kyle Lee | 1 h 3 min 28 s 00  | Italie- Giulia Gabbrielleschi - Arianna Bridi - Gregorio Paltrinieri - Domenico Acerenza | 1 h 3 min 28 s 20  | Hongrie- Bettina Fabian - Mira Szimcsak - Dávid Betlehem - Kristof Rasovszky | 1 h 4 min 6 s 80   |

## Tableau des médailles
| Rang  | Nation          | Or | Argent | Bronze | Total |
| ----- | --------------- | -- | ------ | ------ | ----- |
| 1     | Pays-Bas        | 2  | 0      | 0      | 2     |
| 2     | France          | 1  | 2      | 0      | 3     |
| 3     | Australie       | 1  | 1      | 0      | 1     |
| 4     | Hongrie         | 1  | 0      | 1      | 1     |
| 5     | Italie          | 0  | 1      | 1      | 1     |
| 6     | Espagne         | 0  | 1      | 0      | 1     |
| 7     | Portugal        | 0  | 0      | 1      | 1     |
| 7     | Brésil          | 0  | 0      | 1      | 1     |
| 7     | Grande-Bretagne | 0  | 0      | 1      | 1     |
| Total | Total           | 5  | 5      | 5      | 15    |

## Résultats détaillés

### 5km
| Rang               | Nageur                         | Pays                   | Temps            |
| ------------------ | ------------------------------ | ---------------------- | ---------------- |
| Médaille d'or      | Logan Fontaine                 | France                 | 51 min 29 s 3    |
| Médaille d'argent  | Marc-Antoine Olivier           | France                 | 51 min 29 s 6    |
| Médaille de bronze | Domenico Acerenza              | Italie                 | 51 min 30 s 0    |
| 4                  | Kristóf Rasovszky              | Hongrie                | 51 min 30 s 5    |
| 5                  | Gregorio Paltrinieri           | Italie                 | 51 min 31 s 7    |
| 6                  | Dávid Betlehem                 | Hongrie                | 51 min 34 s 8    |
| 7                  | Athanasios Kynigakis           | Grèce                  | 51 min 36 s 1    |
| 8                  | Oliver Klemet                  | Allemagne              | 51 min 36 s 4    |
| 9                  | Florian Wellbrock              | Allemagne              | 51 min 36 s 7    |
| 10                 | Paulo Strehlke                 | Mexique                | 51 min 36 s 8    |
| 11                 | Eric Hedlin                    | Canada                 | 51 min 39 s 1    |
| 12                 | David Farinango                | Équateur               | 51 min 40 s 4    |
| 13                 | Cho Cheng-chi                  | Taipei chinois         | 51 min 48 s 1    |
| 14                 | Piotr Woźniak                  | Pologne                | 51 min 56 s 5    |
| 15                 | Martin Straka                  | Tchéquie               | 51 min 56 s 9    |
| 16                 | Robert Thorpe                  | Australie              | 51 min 59 s 1    |
| 17                 | Tiago Campos                   | Portugal               | 53 min 19 s 4    |
| 18                 | Emir Albayrak                  | Turquie                | 53 min 20 s 7    |
| 19                 | Christian Schreiber            | Suisse                 | 53 min 22 s 0    |
| 20                 | Esteban Enderica               | Équateur               | 53 min 22 s 1    |
| 21                 | Guillem Pujol                  | Espagne                | 53 min 22 s 2    |
| 22                 | Logan Vanhuys                  | Belgique               | 53 min 23 s 4    |
| 23                 | Bailey Armstrong               | Australie              | 53 min 23 s 5    |
| 24                 | Joshua Brown                   | États-Unis             | 53 min 23 s 9    |
| 25                 | Jan Hercog                     | Autriche               | 53 min 24 s 0    |
| 26                 | Lev Cherepanov                 | Kazakhstan             | 53 min 26 s 0    |
| 27                 | Park Jae-hun                   | Corée du Sud           | 53 min 45 s 9    |
| 28                 | Diego Dulieu                   | Honduras               | 53 min 50 s 6    |
| 29                 | Henrique Figueirinha           | Brésil                 | 53 min 50 s 8    |
| 30                 | Ivan Puskovitch                | États-Unis             | 53 min 51 s 0    |
| 31                 | Matěj Kozubek                  | Tchéquie               | 54 min 11 s 3    |
| 32                 | Diogo Cardoso                  | Portugal               | 54 min 13 s 3    |
| 33                 | Ronaldo Zambrano               | Venezuela              | 54 min 13 s 9    |
| 34                 | Nik Peterlin                   | Slovénie               | 54 min 14 s 8    |
| 35                 | Pedro Farias                   | Brésil                 | 54 min 16 s 6    |
| 36                 | Bartosz Kapała                 | Pologne                | 54 min 16 s 7    |
| 37                 | Burhanettin Hacı Sağır         | Turquie                | 55 min 1 s 2     |
| 38                 | Oh Se-beom                     | Corée du Sud           | 55 min 7 s 7     |
| 39                 | Asterios Daldogiannis          | Grèce                  | 55 min 10 s 5    |
| 40                 | Zhang Jinhou                   | Chine                  | 55 min 11 s 5    |
| 41                 | Hau-Li Fan                     | Canada                 | 55 min 12 s 4    |
| 42                 | Tomáš Peciar                   | Slovaquie              | 55 min 14 s 4    |
| 43                 | Liu Peixin                     | Chine                  | 55 min 16 s 8    |
| 44                 | William Yan Thorley            | Hong Kong              | 55 min 17 s 0    |
| 45                 | Aflah Fadlan Prawira           | Indonésie              | 55 min 17 s 3    |
| 46                 | Jamarr Bruno                   | Porto Rico             | 55 min 19 s 5    |
| 47                 | Connor Albertyn                | Afrique du Sud         | 55 min 19 s 7    |
| 48                 | Adrián Ywanaga                 | Pérou                  | 55 min 21 s 0    |
| 49                 | Santiago Gutiérrez             | Mexique                | 55 min 22 s 6    |
| 50                 | Galymzhan Balabek              | Kazakhstan             | 55 min 23 s 2    |
| 51                 | Maximiliano Paccot             | Uruguay                | 55 min 24 s 7    |
| 52                 | Diego Vera                     | Venezuela              | 55 min 28 s 2    |
| 53                 | Jeison Rojas                   | Costa Rica             | 55 min 32 s 2    |
| 54                 | Christian Bayo                 | Porto Rico             | 56 min 42 s 1    |
| 55                 | Ilias El Fallaki               | Maroc                  | 57 min 3 s 2     |
| 56                 | Keith Sin                      | Hong Kong              | 57 min 4 s 8     |
| 57                 | Richard Urban                  | Slovaquie              | 57 min 6 s 0     |
| 58                 | Théo Druenne                   | Monaco                 | 57 min 8 s 1     |
| 59                 | Ernest Fabian Wijaya           | Indonésie              | 57 min 35 s 5    |
| 60                 | Cho Pei-chi                    | Taipei chinois         | 57 min 37 s 7    |
| 61                 | Juan Nuñez                     | République dominicaine | 57 min 39 s 7    |
| 62                 | Damien Payet                   | Seychelles             | 57 min 39 s 7    |
| 63                 | Rossouw Venter                 | Afrique du Sud         | 57 min 40 s 8    |
| 64                 | Nico Esslinger                 | Namibie                | 57 min 41 s 2    |
| 65                 | Prashans Manjunath Hiremagalur | Inde                   | 57 min 43 s 8    |
| 66                 | Dilanka Shehan                 | Sri Lanka              | 1 h 0 min 42 s 9 |
| 67                 | Santiago Reyes                 | Guatemala              | 1 h 0 min 45 s 5 |
| 68                 | Diego Solano                   | Bolivie                | 1 h 0 min 47 s 3 |
| 69                 | Rayven de los Santos           | République dominicaine | 1 h 0 min 52 s 7 |
| 70                 | Thierry Payet                  | Seychelles             | 1 h 1 min 24 s 5 |
| 71                 | Army Pal                       | Inde                   | 1 h 1 min 26 s 1 |
| 72                 | Davit Sikharulidze             | Géorgie                | 1 h 4 min 52 s 1 |
|                    | Atuhaire Ambala                | Ouganda                | OTL              |
| Igbaal Bayusuf     | Kenya                          |                        | OTL              |
| Benco van Rooyen   | Botswana                       |                        | OTL              |
| Yano Elias         | Angola                         |                        | OTL              |

| Rang               | Nageuse                     | Pays                   | Temps             |
| ------------------ | --------------------------- | ---------------------- | ----------------- |
| Médaille d'or      | Sharon van Rouwendaal       | Pays-Bas               | 57 min 33 s 9     |
| Médaille d'argent  | Chelsea Gubecka             | Australie              | 57 min 35 s 0     |
| Médaille de bronze | Ana Marcela Cunha           | Brésil                 | 57 min 36 s 8     |
| 4                  | Katie Grimes                | États-Unis             | 57 min 38 s 4     |
| 5                  | Océane Cassignol            | France                 | 57 min 38 s 9     |
| 6                  | María de Valdés             | Espagne                | 57 min 39 s 5     |
| 7                  | Giulia Gabbrielleschi       | Italie                 | 57 min 47 s 6     |
| 8                  | Caroline Jouisse            | France                 | 57 min 51 s 5     |
| 9                  | Viviane Jungblut            | Brésil                 | 57 min 52 s 9     |
| 10                 | Angélica André              | Portugal               | 57 min 54 s 1     |
| 11                 | Lisa Pou                    | Monaco                 | 57 min 54 s 5     |
| 12                 | Mariah Denigan              | États-Unis             | 57 min 55 s 3     |
| 13                 | Mafalda Rosa                | Portugal               | 57 min 55 s 4     |
| 14                 | Leonie Beck                 | Allemagne              | 57 min 56 s 6     |
| 15                 | Barbara Pozzobon            | Italie                 | 57 min 58 s 5     |
| 16                 | Jeannette Spiwoks           | Allemagne              | 58 min 3 s 3      |
| 17                 | Candela Sánchez             | Espagne                | 58 min 3 s 4      |
| 18                 | Xin Xin                     | Chine                  | 58 min 7 s 2      |
| 19                 | Mao Yihan                   | Chine                  | 58 min 57 s 5     |
| 20                 | Mira Szimcsák               | Hongrie                | 59 min 0 s 6      |
| 21                 | Martha Sandoval             | Mexique                | 59 min 3 s 6      |
| 22                 | Amica de Jager              | Afrique du Sud         | 59 min 4 s 0      |
| 23                 | Emma Finlin                 | Canada                 | 59 min 4 s 4      |
| 24                 | Bianca Crisp                | Australie              | 59 min 6 s 0      |
| 25                 | Tory Earle                  | Afrique du Sud         | 59 min 6 s 3      |
| 26                 | Tuna Erdoğan                | Turquie                | 59 min 7 s 8      |
| 27                 | Alena Benešová              | Tchéquie               | 59 min 7 s 8      |
| 28                 | Špela Perše                 | Slovénie               | 59 min 10 s 4     |
| 29                 | Samantha Arévalo            | Équateur               | 59 min 10 s 5     |
| 30                 | María Bramont-Arias         | Pérou                  | 59 min 10 s 8     |
| 31                 | Lenka Pavlacká              | Tchéquie               | 59 min 14 s 3     |
| 32                 | Paola Pérez                 | Venezuela              | 59 min 14 s 9     |
| 33                 | Anna Olasz                  | Hongrie                | 59 min 15 s 0     |
| 34                 | Lee Hae-rim                 | Corée du Sud           | 59 min 16 s 9     |
| 35                 | Nip Tsz Yin                 | Hong Kong              | 59 min 18 s 7     |
| 36                 | Georgia Makri               | Grèce                  | 59 min 21 s 3     |
| 37                 | Ana Abad                    | Équateur               | 59 min 21 s 9     |
| 38                 | Laila Oravsky               | Canada                 | 59 min 22 s 4     |
| 39                 | Park Jung-ju                | Corée du Sud           | 1 h 1 min 18 s 0  |
| 40                 | Katja Fain                  | Slovénie               | 1 h 1 min 20 s 4  |
| 41                 | Diana Taszhanova            | Kazakhstan             | 1 h 1 min 20 s 7  |
| 42                 | Teng Yu-wen                 | Taipei chinois         | 1 h 1 min 22 s 9  |
| 43                 | Nikita Lam                  | Hong Kong              | 1 h 1 min 25 s 0  |
| 44                 | Yanci Vanegas               | Guatemala              | 1 h 4 min 47 s 7  |
| 45                 | Fátima Portillo             | Salvador               | 1 h 4 min 47 s 7  |
| 46                 | Wang Yi-chen                | Taipei chinois         | 1 h 4 min 53 s 7  |
| 47                 | Darya Pushko                | Kazakhstan             | 1 h 4 min 55 s 2  |
| 48                 | Malak Meqdar                | Maroc                  | 1 h 4 min 55 s 8  |
| 49                 | Karla Edith de la Rosa      | Mexique                | 1 h 4 min 56 s 4  |
| 50                 | Ruthseli Aponte             | Venezuela              | 1 h 4 min 56 s 8  |
| 51                 | Alondra Quiles              | Porto Rico             | 1 h 5 min 1 s 1   |
| 52                 | Sezen Akanda Boz            | Turquie                | 1 h 5 min 2 s 5   |
| 53                 | Isabella Hernández          | République dominicaine | 1 h 7 min 56 s 8  |
| 54                 | Bangalore Mahesh Rithika    | Inde                   | 1 h 8 min 47 s 2  |
| 55                 | Kathriana Mella Gustianjani | Indonésie              | 1 h 9 min 0 s 4   |
| 56                 | Mariela Guadamuro           | Porto Rico             | 1 h 9 min 25 s 0  |
| 57                 | Brynne Kinnaird             | Namibie                | 1 h 12 min 33 s 5 |
|                    | Carissa Steyn               | Namibie                | OTL               |
| María Rodríguez    | Bolivie                     |                        | OTL               |
| Dorianne Bristol   | Seychelles                  |                        | OTL               |
| Swagiah Mubiru     | Ouganda                     |                        | OTL               |
| Chantal Liew       | Singapour                   | DNF                    |                   |
| María Porres       | Guatemala                   | DNS                    |                   |
| Michell Ramírez    | Honduras                    | DNS                    |                   |
| Maria Bianchi      | Kenya                       | DNS                    |                   |

### 10km
| Rang               | Nageur                      | Pays                   | Temps             |
| ------------------ | --------------------------- | ---------------------- | ----------------- |
| Médaille d'or      | Kristóf Rasovszky           | Hongrie                | 1 h 48 min 21 s 2 |
| Médaille d'argent  | Marc-Antoine Olivier        | France                 | 1 h 48 min 23 s 6 |
| Médaille de bronze | Hector Pardoe               | Royaume-Uni            | 1 h 48 min 29 s 2 |
| 4                  | Logan Fontaine              | France                 | 1 h 48 min 29 s 5 |
| 5                  | Nicholas Sloman             | Australie              | 1 h 48 min 29 s 6 |
| 6                  | Dávid Betlehem              | Hongrie                | 1 h 48 min 29 s 9 |
| 7                  | Domenico Acerenza           | Italie                 | 1 h 48 min 30 s 4 |
| 8                  | Dario Verani                | Italie                 | 1 h 48 min 30 s 8 |
| 9                  | Kyle Lee                    | Australie              | 1 h 48 min 31 s 2 |
| 10                 | Matan Roditi                | Israël                 | 1 h 48 min 31 s 7 |
| 11                 | Oliver Klemet               | Allemagne              | 1 h 48 min 32 s 3 |
| 12                 | David Farinango             | Équateur               | 1 h 48 min 34 s 4 |
| 13                 | Athanasios Kynigakis        | Grèce                  | 1 h 48 min 34 s 6 |
| 14                 | Ivan Puskovitch             | États-Unis             | 1 h 48 min 54 s 4 |
| 15                 | Toby Robinson               | Royaume-Uni            | 1 h 48 min 54 s 7 |
| 16                 | Jan Hercog                  | Autriche               | 1 h 48 min 58 s 7 |
| 17                 | Martin Straka               | Tchéquie               | 1 h 48 min 58 s 8 |
| 18                 | Paulo Strehlke              | Mexique                | 1 h 49 min 5 s 9  |
| 19                 | Michael Brinegar            | États-Unis             | 1 h 49 min 18 s 8 |
| 20                 | Piotrek Woźniak             | Pologne                | 1 h 49 min 45 s 5 |
| 21                 | Matěj Kozubek               | Tchéquie               | 1 h 49 min 47 s 3 |
| 22                 | Esteban Enderica            | Équateur               | 1 h 49 min 53 s 5 |
| 23                 | Tiago Campos                | Portugal               | 1 h 49 min 54 s 5 |
| 24                 | Guillem Pujol               | Espagne                | 1 h 49 min 55 s 5 |
| 25                 | Taishin Minamide            | Japon                  | 1 h 49 min 57 s 2 |
| 26                 | Diogo Cardoso               | Portugal               | 1 h 49 min 58 s 2 |
| 27                 | Emir Albayrak               | Turquie                | 1 h 49 min 58 s 6 |
| 28                 | Cho Cheng-chi               | Taipei chinois         | 1 h 49 min 58 s 7 |
| 29                 | Florian Wellbrock           | Allemagne              | 1 h 49 min 59 s 0 |
| 30                 | Lucas Alba                  | Argentine              | 1 h 50 min 8 s 5  |
| 31                 | Eric Hedlin                 | Canada                 | 1 h 50 min 17 s 9 |
| 32                 | Juan Morales                | Colombie               | 1 h 50 min 43 s 8 |
| 33                 | Logan Vanhuys               | Belgique               | 1 h 51 min 25 s 0 |
| 34                 | Henrique Figueirinha        | Brésil                 | 1 h 51 min 43 s 7 |
| 35                 | Franco Cassini              | Argentine              | 1 h 52 min 8 s 6  |
| 36                 | Fan Hau-Li                  | Canada                 | 1 h 52 min 8 s 7  |
| 37                 | Ido Gal                     | Israël                 | 1 h 52 min 8 s 7  |
| 38                 | Pedro Farias                | Brésil                 | 1 h 52 min 10 s 9 |
| 39                 | William Yan Thorley         | Hong Kong              | 1 h 52 min 11 s 5 |
| 40                 | Johndry Segovia             | Venezuela              | 1 h 52 min 14 s 1 |
| 41                 | Bartosz Kapała              | Pologne                | 1 h 53 min 47 s 4 |
| 42                 | Christian Schreiber         | Suisse                 | 1 h 53 min 48 s 0 |
| 43                 | Asterios Daldogiannis       | Grèce                  | 1 h 53 min 51 s 7 |
| 44                 | Adrián Ywanaga              | Pérou                  | 1 h 53 min 54 s 6 |
| 45                 | Kaiki Furuhata              | Japon                  | 1 h 53 min 58 s 5 |
| 46                 | Burhanettin Hacı Sağır      | Turquie                | 1 h 54 min 0 s 3  |
| 47                 | Ratthawit Thammananthachote | Thaïlande              | 1 h 54 min 2 s 0  |
| 48                 | Phillip Seidler             | Namibie                | 1 h 54 min 4 s 2  |
| 49                 | Artyom Lukasevits           | Singapour              | 1 h 54 min 5 s 0  |
| 50                 | Jaan Pasko                  | Estonie                | 1 h 54 min 5 s 3  |
| 51                 | Zhang Jinhou                | Chine                  | 1 h 54 min 6 s 0  |
| 52                 | Théo Druenne                | Monaco                 | 1 h 54 min 20 s 8 |
| 53                 | Henre Louw                  | Afrique du Sud         | 1 h 54 min 33 s 1 |
| 54                 | Park Jae-hun                | Corée du Sud           | 1 h 54 min 33 s 9 |
| 55                 | Aflah Fadlan Prawira        | Indonésie              | 1 h 54 min 33 s 9 |
| 56                 | Oh Se-beom                  | Corée du Sud           | 1 h 54 min 34 s 5 |
| 57                 | Nik Peterlin                | Slovénie               | 1 h 54 min 34 s 9 |
| 58                 | Ruan Breytenbach            | Afrique du Sud         | 1 h 54 min 41 s 2 |
| 59                 | Lev Cherepanov              | Kazakhstan             | 1 h 55 min 24 s 7 |
| 60                 | Daniel Delgadillo           | Mexique                | 1 h 57 min 5 s 0  |
| 61                 | Marin Mogić                 | Croatie                | 1 h 58 min 8 s 3  |
| 62                 | Diego Dulieu                | Honduras               | 1 h 58 min 51 s 5 |
| 63                 | Liu Peixin                  | Chine                  | 1 h 59 min 41 s 7 |
| 64                 | Jeison Rojas                | Costa Rica             | 2 h 0 min 9 s 6   |
| 65                 | Maximiliano Paccot          | Uruguay                | 2 h 1 min 3 s 5   |
| 66                 | Anurag Singh                | Inde                   | 2 h 1 min 42 s 0  |
| 67                 | Jamarr Bruno                | Porto Rico             | 2 h 1 min 52 s 5  |
| 68                 | Keith Sin                   | Hong Kong              | 2 h 2 min 12 s 3  |
| 69                 | Daniil Androssov            | Kazakhstan             | 2 h 3 min 37 s 2  |
| 70                 | Diego Vera                  | Venezuela              | 2 h 6 min 9 s 9   |
| 71                 | Ilias El Fallaki            | Maroc                  | 2 h 7 min 31 s 0  |
| 72                 | Cho Pei-chi                 | Taipei chinois         | 2 h 7 min 35 s 8  |
| 73                 | Navaphat Wongcharoen        | Thaïlande              | 2 h 9 min 34 s 0  |
| 74                 | Santiago Reyes              | Guatemala              | 2 h 9 min 54 s 0  |
| 75                 | Rayven de los Santos        | République dominicaine | 2 h 12 min 53 s 9 |
| 76                 | Juan Nuñez                  | République dominicaine | 2 h 13 min 40 s 5 |
| 77                 | Sheldon Tan                 | Singapour              | 2 h 14 min 57 s 3 |
|                    | Alejandro Plaza             | Bolivie                | OTL               |
| Christian Bayo     | Porto Rico                  | DNF                    |                   |

| Rang               | Nageuse                                | Pays                   | Temps             |
| ------------------ | -------------------------------------- | ---------------------- | ----------------- |
| Médaille d'or      | Sharon van Rouwendaal                  | Pays-Bas               | 1 h 57 min 26 s 8 |
| Médaille d'argent  | María de Valdés                        | Espagne                | 1 h 57 min 26 s 9 |
| Médaille de bronze | Angélica André                         | Portugal               | 1 h 57 min 28 s 2 |
| 4                  | Moesha Johnson                         | Australie              | 1 h 57 min 30 s 8 |
| 5                  | Ana Marcela Cunha                      | Brésil                 | 1 h 57 min 31 s 1 |
| 5                  | Mariah Denigan                         | États-Unis             | 1 h 57 min 31 s 1 |
| 7                  | Caroline Jouisse                       | France                 | 1 h 57 min 32 s 3 |
| 8                  | Arianna Bridi                          | Italie                 | 1 h 57 min 33 s 2 |
| 9                  | Lisa Pou                               | Monaco                 | 1 h 57 min 33 s 4 |
| 10                 | Océane Cassignol                       | France                 | 1 h 57 min 34 s 9 |
| 11                 | Airi Ebina                             | Japon                  | 1 h 57 min 35 s 5 |
| 12                 | Bettina Fábián                         | Hongrie                | 1 h 57 min 36 s 5 |
| 13                 | Ángela Martínez                        | Espagne                | 1 h 57 min 36 s 6 |
| 14                 | Viviane Jungblut                       | Brésil                 | 1 h 57 min 39 s 3 |
| 15                 | Katie Grimes                           | États-Unis             | 1 h 57 min 39 s 4 |
| 16                 | Jeannette Spiwoks                      | Allemagne              | 1 h 57 min 46 s 0 |
| 17                 | Leah Crisp                             | Royaume-Uni            | 1 h 57 min 50 s 0 |
| 18                 | Maddy Gough                            | Australie              | 1 h 57 min 51 s 7 |
| 19                 | Mafalda Rosa                           | Portugal               | 1 h 57 min 52 s 9 |
| 20                 | Leonie Beck                            | Allemagne              | 1 h 58 min 11 s 8 |
| 21                 | Ichika Kajimoto                        | Japon                  | 1 h 58 min 17 s 4 |
| 22                 | Ginevra Taddeucci                      | Italie                 | 1 h 58 min 21 s 1 |
| 23                 | Martha Sandoval                        | Mexique                | 1 h 58 min 21 s 6 |
| 24                 | Emma Finlin                            | Canada                 | 1 h 58 min 22 s 3 |
| 25                 | María Bramont-Arias                    | Pérou                  | 1 h 58 min 35 s 2 |
| 26                 | Mira Szimcsák                          | Hongrie                | 1 h 58 min 37 s 5 |
| 27                 | Amica de Jager                         | Afrique du Sud         | 1 h 58 min 38 s 6 |
| 28                 | Amber Keegan                           | Royaume-Uni            | 1 h 59 min 0 s 4  |
| 29                 | Callan Lotter                          | Afrique du Sud         | 2 h 0 min 7 s 9   |
| 30                 | Paola Pérez                            | Venezuela              | 2 h 0 min 22 s 5  |
| 31                 | Samantha Arévalo                       | Équateur               | 2 h 0 min 55 s 8  |
| 32                 | Eva Fabian                             | Israël                 | 2 h 2 min 19 s 8  |
| 33                 | Candela Giordanino                     | Argentine              | 2 h 3 min 9 s 1   |
| 34                 | Eden Girloanta                         | Israël                 | 2 h 3 min 56 s 7  |
| 35                 | Alena Benešová                         | Tchéquie               | 2 h 3 min 58 s 9  |
| 36                 | Georgia Makri                          | Grèce                  | 2 h 4 min 5 s 9   |
| 37                 | Xin Xin                                | Chine                  | 2 h 4 min 21 s 1  |
| 38                 | Chantal Liew                           | Singapour              | 2 h 4 min 22 s 8  |
| 39                 | Nip Tsz Yin                            | Hong Kong              | 2 h 5 min 10 s 6  |
| 40                 | Mao Yihan                              | Chine                  | 2 h 6 min 7 s 6   |
| 41                 | Lenka Pavlacká                         | Tchéquie               | 2 h 6 min 12 s 6  |
| 42                 | Lee Hae-rim                            | Corée du Sud           | 2 h 6 min 14 s 6  |
| 43                 | Paulina Alanís                         | Mexique                | 2 h 6 min 16 s 6  |
| 44                 | Klara Bošnjak                          | Croatie                | 2 h 6 min 25 s 3  |
| 45                 | Tuna Erdoğan                           | Turquie                | 2 h 6 min 42 s 6  |
| 46                 | Ana Abad                               | Équateur               | 2 h 7 min 26 s 7  |
| 47                 | Teng Yu-wen                            | Taipei chinois         | 2 h 7 min 28 s 6  |
| 48                 | Špela Perše                            | Slovénie               | 2 h 7 min 38 s 7  |
| 49                 | Kamonchanok Kwanmuang                  | Thaïlande              | 2 h 7 min 42 s 1  |
| 50                 | Nikita Lam                             | Hong Kong              | 2 h 8 min 5 s 8   |
| 51                 | Laila Oravsky                          | Canada                 | 2 h 9 min 16 s 4  |
| 52                 | Katja Fain                             | Slovénie               | 2 h 11 min 0 s 3  |
| 53                 | Park Jung-ju                           | Corée du Sud           | 2 h 12 min 15 s 2 |
| 54                 | Britta Schwengle                       | Aruba                  | 2 h 13 min 36 s 9 |
| 55                 | Wang Yi-chen                           | Taipei chinois         | 2 h 15 min 32 s 6 |
| 56                 | Yanci Vanegas                          | Guatemala              | 2 h 15 min 33 s 2 |
| 57                 | Mariya Fedotova                        | Kazakhstan             | 2 h 16 min 1 s 9  |
| 58                 | Diana Taszhanova                       | Kazakhstan             | 2 h 17 min 32 s 7 |
| 59                 | Pimpun Choopong                        | Thaïlande              | 2 h 17 min 34 s 9 |
| 60                 | María Porres                           | Guatemala              | 2 h 17 min 36 s 9 |
| 61                 | Alondra Quiles                         | Porto Rico             | 2 h 17 min 38 s 8 |
| 62                 | Ruthseli Aponte                        | Venezuela              | 2 h 17 min 43 s 6 |
| 63                 | Fátima Portillo                        | Salvador               | 2 h 21 min 11 s 7 |
| 64                 | Ashmitha Chandra                       | Inde                   | 2 h 21 min 11 s 8 |
| 65                 | Isabella Hernández                     | République dominicaine | 2 h 21 min 38 s 7 |
| 66                 | Mariela Guadamuro                      | Porto Rico             | 2 h 22 min 31 s 3 |
| 67                 | Ashley Ng                              | Singapour              | 2 h 26 min 8 s 4  |
|                    | Mahalakshmi Porur Kalan Rajagopal Ravi | Inde                   | OTL               |
| Sezen Akanda Boz   | Turquie                                | DNF                    |                   |
| Cecilia Biagioli   | Argentine                              | DNF                    |                   |
| Rafaela Santo      | Angola                                 | DNF                    |                   |

### 6kmpar équipes
| Rang               | Pays           | Nageurs                                                                    | Temps             |
| ------------------ | -------------- | -------------------------------------------------------------------------- | ----------------- |
| Médaille d'or      | Australie      | Moesha Johnson Chelsea Gubecka Nicholas Sloman Kyle Lee                    | 1 h 3 min 28 s 0  |
| Médaille d'argent  | Italie         | Giulia Gabbrielleschi Arianna Bridi Gregorio Paltrinieri Domenico Acerenza | 1 h 3 min 28 s 2  |
| Médaille de bronze | Hongrie        | Bettina Fábián Mira Szimcsák Dávid Betlehem Kristóf Rasovszky              | 1 h 4 min 6 s 8   |
| 4                  | Allemagne      | Leonie Beck Celine Rieder Oliver Klemet Arne Schubert                      | 1 h 4 min 11 s 6  |
| 5                  | États-Unis     | Mariah Denigan Katie Grimes Charlie Clark Michael Brinegar                 | 1 h 4 min 16 s 1  |
| 6                  | France         | Océane Cassignol Caroline Jouisse Marc-Antoine Olivier Logan Fontaine      | 1 h 5 min 5 s 5   |
| 7                  | Portugal       | Mafalda Rosa Angélica André Diogo Cardoso Tiago Campos                     | 1 h 5 min 5 s 7   |
| 8                  | Brésil         | Ana Marcela Cunha Viviane Jungblut Pedro Farias Henrique Figueirinha       | 1 h 5 min 36 s 2  |
| 9                  | Argentine      | Cecilia Biagioli Candela Giordanino Lucas Alba Franco Cassini              | 1 h 7 min 3 s 2   |
| 10                 | Canada         | Emma Finlin Laila Oravsky Eric Hedlin Hau-Li Fan                           | 1 h 7 min 3 s 4   |
| 11                 | Chine          | Liu Peixin Zhang Jinhou Mao Yihan Xin Xin                                  | 1 h 7 min 17 s 2  |
| 12                 | Mexique        | Martha Sandoval Santiago Gutiérrez Paulina Alanís Paulo Strehlke           | 1 h 7 min 29 s 5  |
| 13                 | Corée du Sud   | Oh Se-beom Park Jae-hun Lee Hae-rim Park Jung-ju                           | 1 h 7 min 55 s 3  |
| 14                 | Tchéquie       | Alena Benešová Lenka Pavlacká Martin Straka Matěj Kozubek                  | 1 h 8 min 7 s 1   |
| 15                 | Afrique du Sud | Ruan Breytenbach Callan Lotter Amica de Jager Rossouw Venter               | 1 h 8 min 42 s 0  |
| 16                 | Turquie        | Emir Batur Albayrak Burhanettin Hacı Sağır Sezen Akanda Boz Tuna Erdoğan   | 1 h 8 min 42 s 9  |
| 17                 | Taipei chinois | Cho Cheng-chi Teng Yu-wen Cho Pei-chi Wang Yi-chen                         | 1 h 9 min 37 s 3  |
| 18                 | Hong Kong      | Keith Sin Nip Tsz Yin Nikita Lam William Yan Thorley                       | 1 h 10 min 10 s 3 |
| 19                 | Kazakhstan     | Galymzhan Balabek Diana Taszhanova Mariya Fedotova Lev Cherepanov          | 1 h 10 min 44 s 2 |
| 20                 | Venezuela      | Paola Pérez Ruthseli Aponte Johndry Segovia Ronaldo Zambrano               | 1 h 10 min 45 s 5 |
| 21                 | Slovaquie      | Tomáš Peciar Karolína Valko Lucia Slámová Richard Urban                    | 1 h 11 min 56 s 6 |
|                    | Porto Rico     | Christian Bayo Jamarr Bruno Alondra Quiles Mariela Guadamuro               | DNS               |